# Шолиак, Ги де
Ги де Шолиак (фр. Guy de Chauliac, также известен под латинизированным вариантом имени Guigonis de Caulhaco; около 1298, Шолак, Лозер — 25 июля 1368, Авиньон) — французский хирург, врач Авиньонского папства, лейб-медик папы Римского Климента VI и двоих его преемников, Иннокентия VI и Урбана V. Автор Chirurgia Magna — трактата по хирургии, который был впервые опубликован в 1363 году, а затем переведён на большинство европейских языков, издан более 130 раз, и в течение нескольких столетий, вплоть до XVII века, оставался во многих странах основным учебником и практическим руководством по хирургии.
Ги Де Шолиак считается «отцом хирургии» как области медицинской науки, ранее считавшейся занятием цирюльников.

## Биография
Ги де Шолиак родился около 1298 года в скромной семье, проживавшей в Шолаке, расположенном среди плоскогорья Маржерид провинции Жеводан (ныне департамент Лозер). Информация о его юных годах скудна и порой явно переплетается с местными легендами. Так, одна из них повествует, что молодому Ги удалось вылечить перелом ноги у дочки барона де Меркёр, и жена барона в награду оплатила учёбу де Шолиака.
Учёбу он начал при церковной школе города Манд, а продолжил в университете Тулузы и Монпелье. Как упоминал сам де Шолиак в книге Chirurgia Magna, его учителем в Тулузе был Николя Каталан, но срок его пребывания в этом городе неизвестен. В Монпелье же наставником в медицине был Раймон Мольер. Также среди его учителей можно назвать Анри де Мондевиля. Между 1315 и 1320 годами он побывал в Париже, и, после шести лет учёбы в 1325 году им была получена степень магистра медицины.
Затем ему пришлось много путешествовать как и многим странствующим врачам того времени. Познания в различных областях медицины, и, в частности, в офтальмологии дали де Шолиаку возможность общаться с многими представителями благородного сословия, например, с Иоганном Люксембургским. После де Шолиак отправился в Болонью для изучения анатомии под руководством Николя Бертуччо. Дальнейшие письменные упоминания о нём отсутствуют с 1330 по 1342 год.
В 1344 году он становится сперва каноником монастыря Сен-Жюст близ Лиона, а затем местным прево. Оставаясь врачом, он имеет возможность проводить хирургические операции в больнице монастыря.
Во время пандемии чумы в 1348 году с разрешения папы Климента VI проводит вскрытия умерших от чумы, с тем чтобы попытаться изучить причины этого бедствия и остановить его. Таким образом Ги де Шолиак считается одним из первых врачей, проводивших вскрытие чумных в медицинских целях. Впоследствии, де Шолиак становится папским лейб-медиком.
Ги де Шолиак сам заболел чумой, но выжил. Обнаружив у себя симптомы, он оградился от окружающих и сам себя лечил. По меньшей мере неделю врач вскрывал собственные бубоны, выдавливал их содержимое и прижигал. Для этого требовалось огромное мужество, ведь бубоны это — распухшие лимфатические узлы, где размножается чумная палочка. В дальнейшем он применял этот метод к добровольцам с переменным успехом.
23 июля 1368 года Ги де Шолиак скончался по дороге из Авиньона в Лионе. Был похоронен на церковном кладбище Сен-Жюст.

## Научные труды
Кроме трактата по хирургии «Chirurgia Magna», среди научного наследия Ги Де Шолиака числятся многие другие научные труды, в частности, «Tractatus de astronomia» (об астрологии), «Tractatus de peste» (о чуме), «De ruptarum curatione» (о лечении грыжи), «Collectorium chirurgicum», «Inventarium chirurgicale», «Liber de gradibus medicinarum» и другие. Де Шолиак описал попытки применения обезболивания при хирургических операциях с помощью паров наркотических веществ (опия, сока паслёна, белены, мандрагоры и др.), использовавшихся как снотворное у больных при ампутациях и самых различных операциях, в том числе таких, как грыжа и катаракта. Ги де Шолиак рекомендовал пропитывать губку наркотическими препаратами, затем высушивать её на солнце, а перед операцией поместить губку в тёплую воду и затем дать подышать её парами пациенту. Он не рекомендовал применять хирургические вмешательства, если только речь не идёт о жизни или смерти пациента.
Ги де Шолиак описал инструмент для удаления зубов, устроенный по принципу рычага, и получивший название «пеликан» (использовал ли сам Ги де Шолиак «пеликан» или только наблюдал за его использованием цирюльником, неизвестно). «Пеликан» помогал хирургу-стоматологу надёжно захватить зуб и аккуратно удалить его вместе с корнем. Это приспособление позволяло успешно выполнять в том числе удаление зуба мудрости.